# Nico, 1988
Nico, 1988 è un film del 2017 scritto e diretto da Susanna Nicchiarelli, che racconta gli ultimi due anni di vita della cantante ed ex-modella tedesca Christa Päffgen, meglio conosciuta come Nico.
Il film ha vinto il premio Orizzonti per il miglior film alla 74ª Mostra internazionale d'arte cinematografica di Venezia e il David di Donatello 2018 per la miglior sceneggiatura originale.

## Trama
Nico, ex musa di Andy Warhol e cantante dei Velvet Underground, ormai invecchiata e privata della sua bellezza, si reinventa come solista, avventurandosi nel suo ultimo tour in giro per l'Europa, e cercando di trovare un senso alla propria vita e di riallacciare il rapporto con il figlio (mai riconosciuto dal padre Alain Delon), tormentato da istinti suicidi.

## Distribuzione
Il film è stato presentato nella sezione Orizzonti, rassegna che ha anche aperto, della 74ª Mostra internazionale d'arte cinematografica di Venezia. La pellicola è stata distribuita nei cinema italiani il 12 ottobre 2017 da I Wonder Pictures. Il DVD è uscito in Italia il 22 maggio 2018.

## Promozione
Il primo trailer del film, in inglese, è stato distribuito il 29 agosto 2017.

## Riconoscimenti
- 2017 - Mostra internazionale d'arte cinematografica di Venezia
  - Premio Orizzonti per il miglior film
  - Menzione speciale FEDIC
  - Premio speciale Francesco Pasinetti[7]
- 2018 - David di Donatello
  - Migliore sceneggiatura originale a Susanna Nicchiarelli
  - Miglior truccatore a Marco Altieri
  - Miglior acconciatore a Daniela Altieri
  - Miglior suono a Adriano Di Lorenzo, Alberto Padoan, Marc Bastien, Éric Grattepain, Franco Piscopo
  - Candidato per il Miglior film
  - Candidato per il Miglior produttore a Marta Donzelli, Gregorio Paonessa, Joseph Rouschop e Valérie Bournonville
  - Candidato per il Miglior musicista a Gatto Ciliegia contro il Grande Freddo
  - Candidato per il Migliore montatore a Stefano Cravero[8]
- 2018 - Ciak d'oro
  - Miglior sceneggiatura a Susanna Nicchiarelli[9]
- 2018 - Premio Suso Cecchi D'Amico (Castiglioncello)
  - Miglior sceneggiatura a Susanna Nicchiarelli[10]
- 2019 - Satellite Award
  - Candidatura per il miglior film commedia o musicale
  - Candidatura per la migliore attrice in un film commedia o musicale a Trine Dyrholm
- 2019 - Premio Magritte
  - Candidato a Premio Magritte per il miglior film straniero in coproduzione